# Calloria
Calloria Fr. (kalloria) – rodzaj grzybów z typu workowców (Ascomycota).

## Systematyka i nazewnictwo
Pozycja w klasyfikacji według Index Fungorum: Calloriaceae, Helotiales, Leotiomycetidae, Leotiomycetes, Pezizomycotina, Ascomycota, Fungi.
Synonimy: Beloniella Rehm, Rabenh.,
Belonopeziza Höhn.,
Callorina Korf,
Creothyrium Petr.,
Cylindrocolla Bonord.,
Dictyonia Syd.,
Helicia Dearn. & House,
Peziza sect. Calloria (Fr.) P. Karst.,
Rehmiomyces Henn.

## Gatunki występujące w Polsce
- Calloria urticae (Pers.) J. Schröt. ex Rehm – kalloria pomarańczowa

Nazwy naukowe na podstawie Index Fungorum. Wykaz gatunków według M.A. Chmiel. Polskie nazwy na podstawie rekomendacji Komisji ds. Polskiego Nazewnictwa Grzybów przy Polskim Towarzystwie Mykologicznym.